# مانوس کونو
مأنوس کونو (انگلیسی: Magnus Konow؛ ۱ سپتامبر ۱۸۸۷ – ۲۵ اوت ۱۹۷۲) قایقران قایق بادبانی اهل نروژ بود.